# My Plague
My Plague är en låt av det amerikanska heavy metalbandet Slipknot och släpptes som den tredje singeln från deras andra album Iowa den 8 juli 2001. Låtens "New Abuse Mix" medverkade i filmen Resident Evil.
"New Abuse Mix" är en remixad version av låten där de tyngre skrik-partierna till stor del togs bort och ersattes av ett mer monotont, drön-liknande lager. Undantagen från vokala förändringar låg i de sista upprepningar av refrängen som avslutning på sången. Dessutom har den nya versionen av spåret minskat med cirka 00:37 sekunder genom att ta bort den tillfälliga "Kill you, fuck you, I will never be you"-delen. Utvalda svordomar ersattes också med mindre offensiva fraser; till exempel, frasen "...the everyday bullshit things that you have done" byttes ut mot "...the everyday abusive things that you have done" och "You fucking touch me, I will rip you apart..." ersattes med "...and if you touch me, I will rip you apart...". Utöver det togs hela andra versen även bort.
"New Abuse Mix"-versionen inkluderades även som bonusspår på 2011 års nyutgåva av bandets album från 2001, Iowa.

## Mottagande
"My Plague" blev nominerad till en Grammy Award för "Best Metal Performance" år 2003, där den förlorade mot Korns "Here to Stay". The song reached number 43 in the UK Singles Chart.

## Track listing
Alla låtar skrivna av Slipknot.
1. "My Plague (New Abuse Mix)" – 3:04
2. "The Heretic Anthem (Live)" – 3:44
3. "(Sic) (Live)" – 3:42

- Innehåller även musikvideon för "My Plague (New Abuse Mix)".

## Personnel
| - (#8) Corey Taylor – Sång - (#7) Mick Thomson – gitarr - (#4) James Root – gitarr - (#2) Paul Gray – bas - (#1) Joey Jordison – trummor - (#6) Shawn Crahan – slagverk - (#3) Chris Fehn – slagverk - (#0) Sid Wilson – turntables - (#5) Craig Jones – sampler, media | - Ross Robinson – producent - Mike Fraser – ljudtekniker - Matt Sepanic – ytterligare ljudtekniker, mixning på "The Heretic Anthem" (live) och "(sic)" (live) - Terry Date – mixning - Sam Hofstedt – assisterande ljudtekniker - Stina Lorentz – producent på "The Heretic Anthem" (live) och "(sic)" (live) - Helena Zetterberg – producent på "The Heretic Anthem" (live) och "(sic)" (live) |